# Liste der Häfen in Berlin

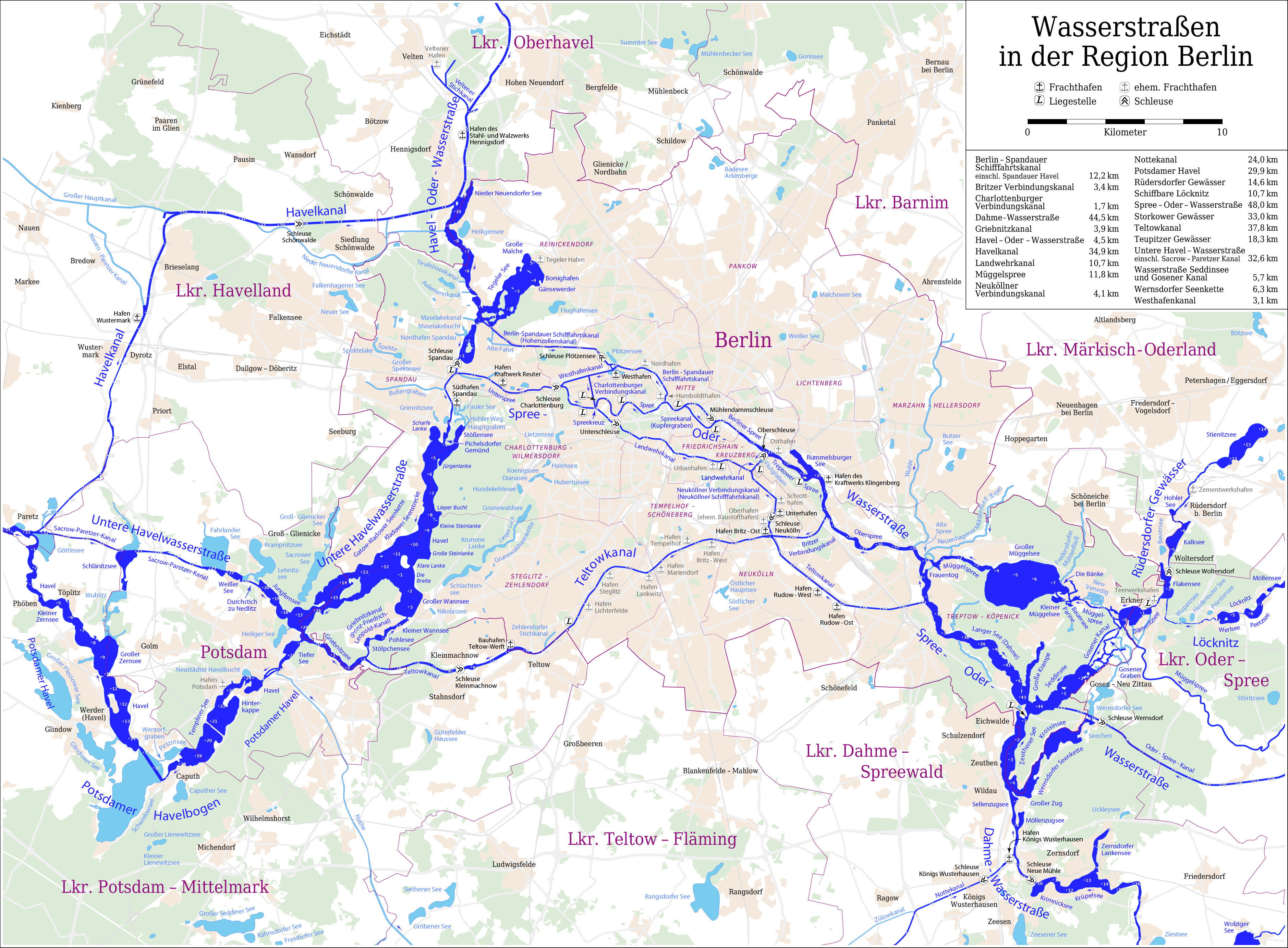
Karte der Berliner Wasserstraßen incl. der Häfen für die Binnenschifffahrt

Das Berliner Stadtgebiet besteht zu 6,7 % aus Wasserflächen. Neben Spree, Havel und Dahme durchziehen eine Vielzahl von Kanälen die Stadt, so dass 220 km schiffbar sind. Die Binnenschifffahrt stellt mit 3,5 Mio. Tonnen Güterumschlag einen wichtigen Pfeiler zur Versorgung mit Massengütern dar, die in Vergangenheit und Gegenwart über etliche Binnenhäfen abgewickelt wurde. Weiterhin gibt es ca. 150 Fahrgastschiffe, welche die Infrastruktur nutzen.
| Name                          | Bezirk                   | Ortsteil        | Gewässer                           | Eröffnung | Bemerkungen                             |
| ----------------------------- | ------------------------ | --------------- | ---------------------------------- | --------- | --------------------------------------- |
| Osthafen (Lage)               | Friedrichshain-Kreuzberg | Friedrichshain  | Spree                              | 1913      |                                         |
| Schöneberger Hafen (Lage)     | Friedrichshain-Kreuzberg | Kreuzberg       | Landwehrkanal                      | 1852      | nach dem Zweiten Weltkrieg zugeschüttet |
| Urbanhafen (Lage)             | Friedrichshain-Kreuzberg | Kreuzberg       | Landwehrkanal                      | 1896      |                                         |
| Historischer Hafen (Lage)     | Mitte                    | Mitte           | Spreekanal                         | 1994      |                                         |
| Humboldthafen (Lage)          | Mitte                    | Mitte           | Spree                              | 1850      |                                         |
| Nordhafen (Lage)              | Mitte                    | Moabit          | Berlin-Spandauer Schifffahrtskanal | 1858      |                                         |
| Westhafen (Lage)              | Mitte                    | Moabit          | Westhafenkanal                     | 1923      |                                         |
| Hafen Britz-Ost (Lage)        | Neukölln                 | Britz           | Neuköllner Schifffahrtskanal       |           |                                         |
| Hafen Britz-West (Lage)       | Neukölln                 | Britz           | Teltowkanal                        |           |                                         |
| Hafen Neukölln (Lage)         | Neukölln                 | Neukölln        | Neuköllner Schifffahrtskanal       | 1906      |                                         |
| Hafen Rudow-Ost (Lage)        | Neukölln                 | Rudow           | Teltowkanal                        |           |                                         |
| Hafen Rudow-West (Lage)       | Neukölln                 | Rudow           | Teltowkanal                        |           |                                         |
| Hafen Tegel (Lage)            | Reinickendorf            | Tegel           | Tegeler See                        | 1908      | 1972 geschlossen                        |
| Nordhafen Spandau (Lage)      | Spandau                  | Hakenfelde      | Havel                              | 1912      |                                         |
| Hafen Kraftwerk Reuter (Lage) | Spandau                  | Siemensstadt    | Spree                              |           |                                         |
| Südhafen Spandau (Lage)       | Spandau                  | Spandau         | Havel                              | 1911      |                                         |
| Hafen Lankwitz (Lage)         | Steglitz-Zehlendorf      | Lankwitz        | Teltowkanal                        |           |                                         |
| Hafen Lichterfelde (Lage)     | Steglitz-Zehlendorf      | Lichterfelde    | Teltowkanal                        | 1906      |                                         |
| Hafen Steglitz (Lage)         | Steglitz-Zehlendorf      | Lichterfelde    | Teltowkanal                        |           |                                         |
| Bauhafen Teltow-Werft (Lage)  | Steglitz-Zehlendorf      | Zehlendorf      | Teltowkanal                        | 1906      |                                         |
| Hafen Mariendorf (Lage)       | Tempelhof-Schöneberg     | Mariendorf      | Teltowkanal                        |           |                                         |
| Hafen Tempelhof (Lage)        | Tempelhof-Schöneberg     | Tempelhof       | Teltowkanal                        | 1908      |                                         |
| Hafen Treptow (Lage)          | Treptow-Köpenick         | Alt-Treptow     | Spree                              | 1954      |                                         |
| Hafen Rummelsburg (Lage)      | Treptow-Köpenick         | Oberschöneweide | Spree                              | 2012      |                                         |